# Fontaine-la-Mallet
Fontaine-la-Mallet ist eine französische Gemeinde mit 2.713 Einwohnern (Stand: 1. Januar 2022) im Département Seine-Maritime in der Region Normandie. Sie gehört zum Arrondissement Le Havre und zum Kanton Octeville-sur-Mer. Die Einwohner werden Fontainais und Fontainaises genannt.

## Geographie
Fontaine-la-Mallet liegt in der Naturregion Pays de Caux, etwa fünf Kilometer nördlich des Stadtzentrums von Le Havre. Umgeben wird Fontaine-la-Mallet von den Nachbargemeinden Octeville-sur-Mer im Norden und Westen, Montivilliers im Osten sowie Le Havre im Süden.
Durch die Gemeinde führt die frühere Route nationale 382 (heutige D6382, dem Flughafenzubringer zum Flughafen Le Havre-Octeville). 

## Geschichte
Erstmals erwähnt wird die Gemeinde im 11. Jahrhundert. Eine Äbtissin von Montivilliers kaufte 100 Hektar Land in Fontaine-la-Mallet, um mit den Einnahmen ihre Abteikirche Sainte-Marie zu bauen: „in villa que dicitur Fontenes ad opus ecclesiae Sancta Mariae“. „Fontenes“ oder „Fontes“, was auf Lateinisch „Brunnen“ oder „Quellen“ bedeutet, ist der Ursprung des Namens der Gemeinde, was plausibel erscheint, da hier viele Quellen aus dem Boden entspringen. In einem von ihnen soll Walaricus (französisch Valéry) zu Beginn des siebten Jahrhunderts konvertierte Dorfbewohner getauft haben. Die Pfarrkirche heißt Saint Valléri-les-sources gemäß einem während der Terrorherrschaft erlassenen Dekret. In einem Register des Sekretariats des Erzbistums Rouen aus den Jahren 1479–1480 ist „Parochia de Fontibus la mallet“ zu lesen, was „Pfarrei von Fontaines-la-Mallet“ bedeutet. Der Zusatz ist auf die Anwesenheit der ersten Seigneurs zurückzuführen, der Malet de Graville um 1200–1300. Fontaine la Mallet war das zweite Ritterlehen der Markgrafen von Graville.

## Wappen
Das in drei Wellen schräg geteilte Schild besteht aus den Spangen (Gürtelschnallen) des Wappens der Herren Malet von Graville, den Leoparden der Normandie und dem mit Weizenähren übersäten Fluss Fontaine, wobei letzterer die landwirtschaftliche Besonderheit von Fontaine-la-Mallet hervorhebt.

## Bevölkerungsentwicklung

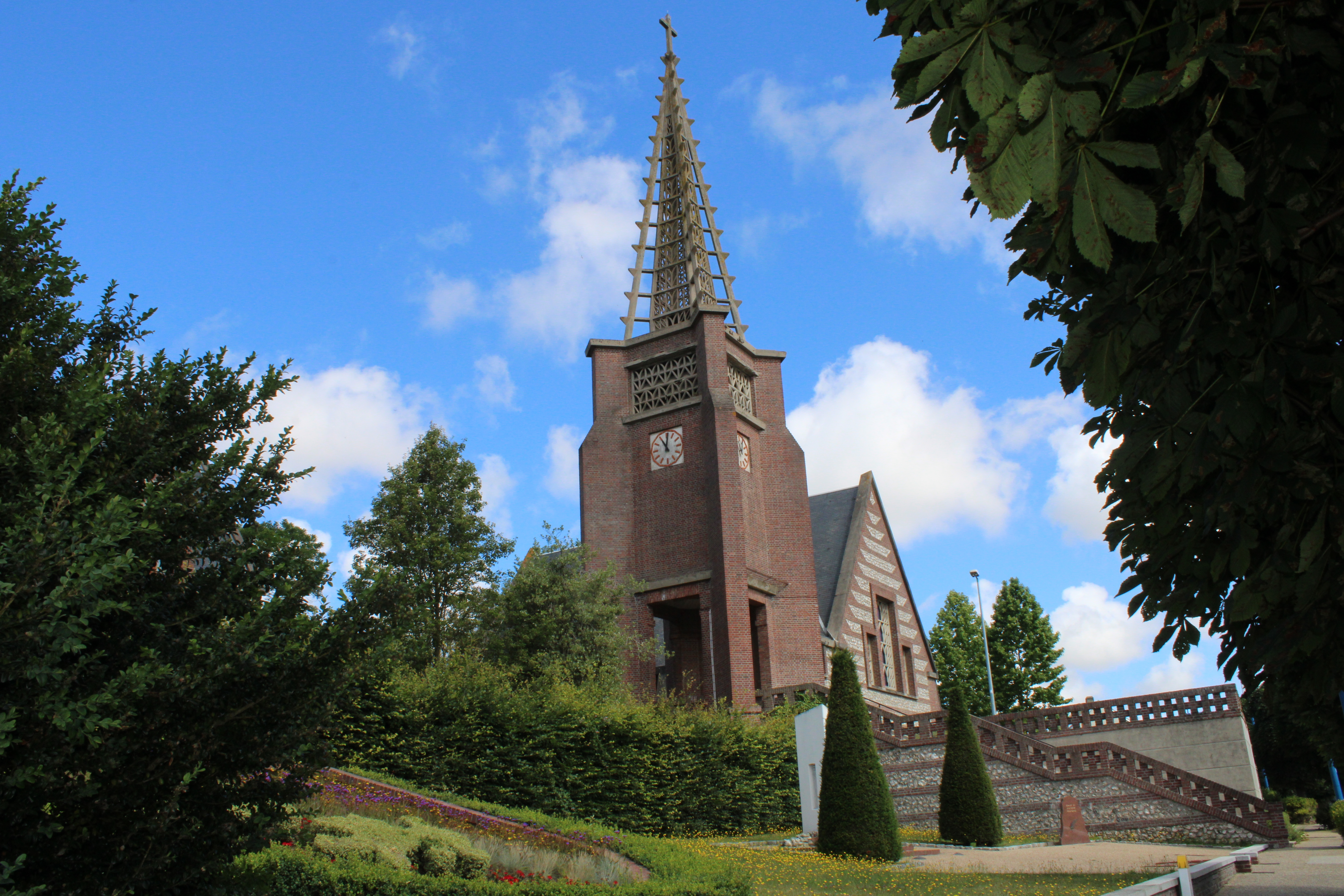
Pfarrkirche Saint-Valéry

| Jahr      | 1962 | 1968 | 1975 | 1982 | 1990 | 1999 | 2006 | 2012 | 2020 |
| Einwohner | 862  | 922  | 1503 | 2446 | 2482 | 2544 | 2723 | 2660 | 2637 |

## Sehenswürdigkeiten
- Die Pfarrkirche Saint-Valéry wurde nach der Zerstörung durch Bombardements der Alliierten im Jahre 1944 im Zweiten Weltkrieg von 1957 bis 1959 wiedererrichtet. Sie ist seit 2001 als Monument historique eingeschrieben.
- Das Herrenhaus von Fontaine-la-Mallet ist ein Backstein-, Stein- und Fachwerkgebäude aus dem Ende des 15. Jahrhunderts, das im 18. Jahrhundert umgebaut wurde. Es war der Wohnsitz der Familie Mallet de Graville aus Le Havre. Bei den Bombenangriffen im September 1944 wurde das Gebäude vollständig zerstört. An seiner Stelle wurde eine Wasseraufbereitungsanlage errichtet. Seit 1934 ist es als Monument historique eingeschrieben.
- Die Artilleriebatterien von Monts-Trottins und Fèvretot, 1942 und 1943 von der deutschen Armee errichtet, gehörten zur Festung von Le Havre im Zweiten Weltkrieg. Sie sind jeweils seit 1996 als Monument historique eingeschrieben.